# ゾウの時間 ネズミの時間
『ゾウの時間 ネズミの時間』は、本川達雄の著書。

## 概要
1992年8月25日に中公新書で出版。2014年の時点で82万部が印刷され、この時点でも毎年1万部ずつ増刷されていた。阿形清和は、これほど動物学の本として広く一般に読まれている本は他に無いとしている。
動物というのは、サイズが異なれば機敏さが違い寿命が違い時間の流れる速さが違うとする。行動圏も生息密度も大きさと一定の関係があるとする。だが動物が一生の間に心臓が打つ総数や、体重あたりのエネルギー使用量は、どの動物も同じであるとする。
時間というのは体重の1/4乗に比例するため、体重が2倍になれば時間は1.2倍に、体重が10倍になれば時間は1.8倍になるとのこと。このため体重が30gのハツカネズミに対して3トンのゾウでは時間は18倍ゆっくりと過ぎるとのこと。標準代謝量は体重の3/4乗に比例するため、ゾウはネズミの5,600倍となる。体が大きくなれば生物学的時間が過ぎるのも遅くなり細胞の活発さも落ちるとのこと。
息を1回吸って吐いての繰り返しの間に心臓は4回打つ。これは哺乳類ならばどの大きさでも当てはまる。そしてどの動物も一生の間に心臓を20億回打つため、呼吸する時間で割れば一生の間に約5億回息を吸って吐くを繰り返すことになる。物理的な時間ならばゾウはネズミよりも長い寿命であるが、心臓の拍動を時計とするならばゾウもネズミも全く同じ長さを生きることになる。